# 全日本放送
全日本现场（日语：ドキュメント にっぽんの現場，ドキュメント にっぽんのげんば）是指从2007年4月12日到2009年3月14日期间日本放送協会NHK综合频道放送的纪录片节目。

## 概要
更早之前，从2005年12月26日开始的年末年始和盆（盂兰盆）两个节目就作为『全日本现场』的独立纪录片进行放送。
节目主要是在日本的某一个地方进行拍摄，并进行紧贴的长期拍摄来描述日本的实情。从2007年4月12日开始『全日本现场』代替了『人间』纪录片在综合频道中放送。
原则上東京NHK广播电视中心制作的作品是由NHK地方放送局和外部制作室、NHK事业股份公司・NHK教育股份公司共同制作的。节目解说员一般由演员和NHK的播音员等交替主持。
从2008年4月12日开始，节目改到每周星期六的22:25 - 22:55放送（之前直到同年4月5日为止，节目与『NHK职业棒球』等整合在一起提前30分中放送（21:55-22:25））。
节目时间改变后，当NHK职业棒球放或『从此以后的日本』等特别节目放送时，本节目停止放送。
最后一期节目是在2009年3月14日放送的，放送時間增加了15分钟（21:15 - 22:00）。

## 放送时间的改变
时间标记为日本标准时间。
2007年度
- 每周星期六23:00 - 23:30／放送
- 每周深夜频道星期日深夜=星期一凌晨1:50 - 2:20／再放送

2008年度
- 每周星期六22:25 - 22:55／本放送
- 每周深夜频道星期六深夜=星期日凌晨3:40 - 4:10／再放送

※NHK WorldTV以英語为主音、日语为副音双语放送（约2个月之后放送英語节目「JAPAN ON SITE」）

## 其他
- 2009年2月28日节目播放以广岛电铁的正式社员和合同社员之间工资待遇差别为主题，以此为契机合同社员向广岛电铁提出了劳工协议，使得正式社员一段时期工资下降，雇佣条件得到改善。节目由NHK广岛放送局制作。
- 2009年3月14日是节目最后一期，意外的是昨天也是从大分站发车的｢寝台特急富士号列车｣和从熊本站发车的｢寝台特急隼号列车｣到東京站的最后一天，而后这两量列车也光荣退休了。节目由NHK山口放送局制作。之后，2周后後的3月29日放送的｢你的encore｣中，重放了最后一期节目。至此全部放送完毕。

## 类似节目
- 纪实72小时

## 关联节目
- 人间（『全日本现场』节目的前身）